# Velykyï Bourlouk
Veliki Bourlouk
Velykyï Bourlouk (ukrainien : Великий Бурлук) ou Veliki Bourlouk (russe : Великий Бурлук), littéralement « grand marécage insalubre » (d'origine turcique), est une commune urbaine de l'oblast de Kharkiv, en Ukraine. Elle comptait 3 656 habitants en 2021.

## Géographie
La commune urbaine de Velykyï Bourlouk se trouve à 21 km de la frontière russe, à 31 km au nord-ouest de Koupiansk, à 81 km à l'est de Kharkiv et à 490 km à l'est de Kiev. Elle se situe au bord de la rivière Velikyï Bourlouk, dont elle porte le nom, et qui est un affluent de rive gauche du Donets, dans le bassin hydrographique du fleuve Don.

## Histoire
Le village est fondé en 1656 sous le nom de Chevelivka. Il est renommé Velykyï Bourlouk et accède au statut de commune urbaine en 1963.
Le 24 février 2022, la commune est occupée par l'armée russe dans le cadre de l'invasion russe de l'Ukraine. Elle quitte la commune le 11 septembre 2022 sous la pression des forces armées ukrainienne, dans le cadre de la contre-offensive d'été.

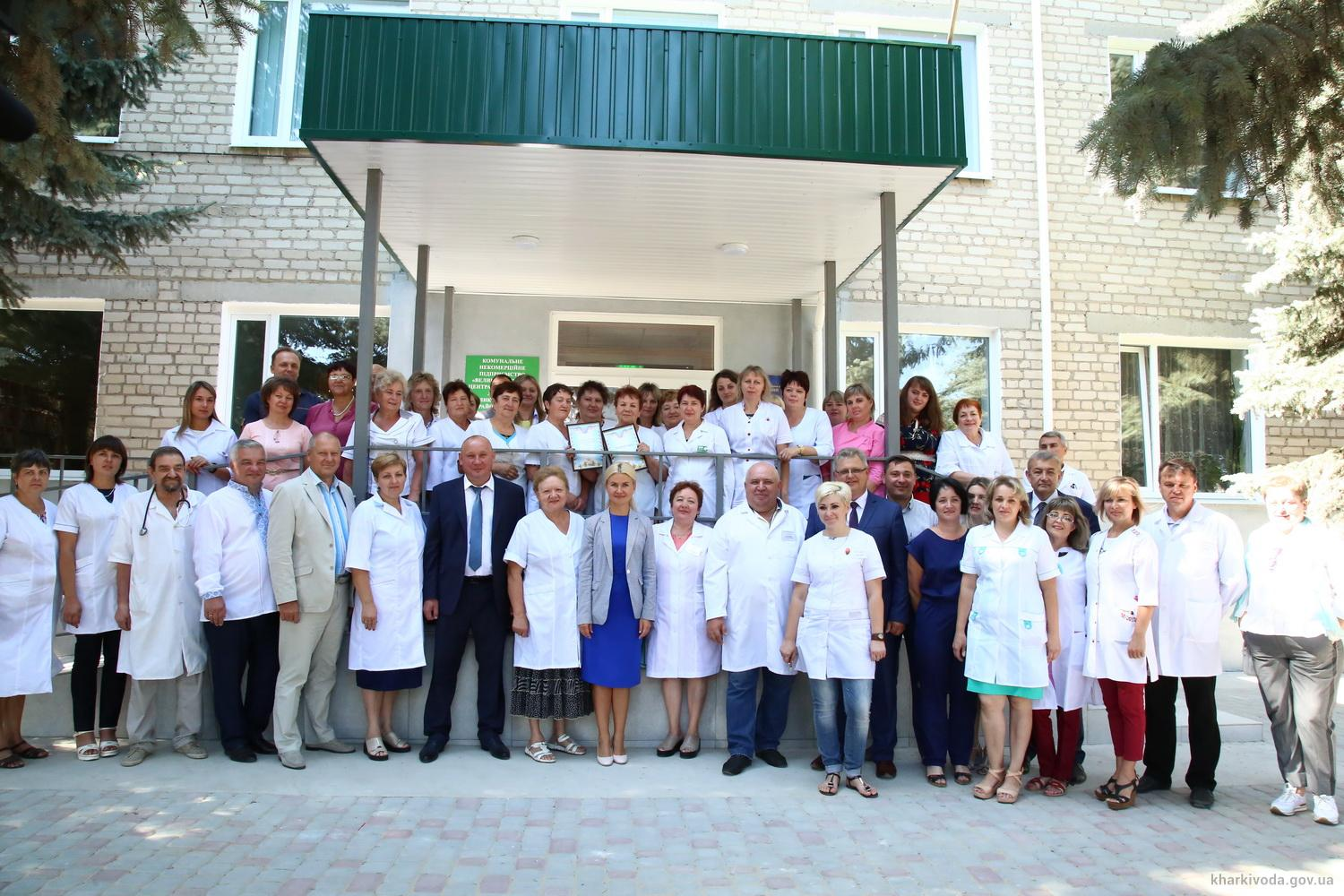
Ioulia Svitlytchna devant l'hôpital local.

## En images

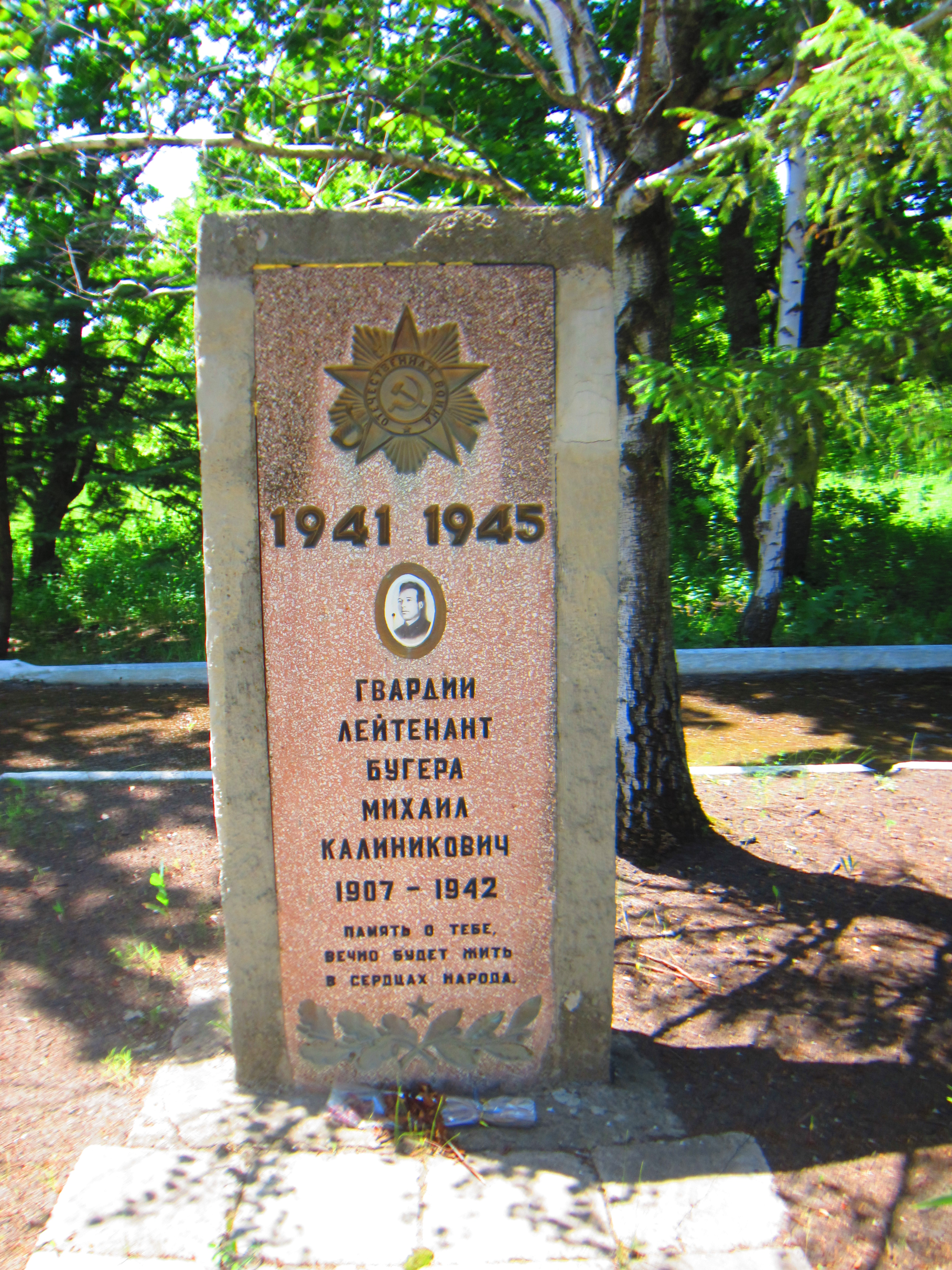
Tombe de Buhera, classée[3],
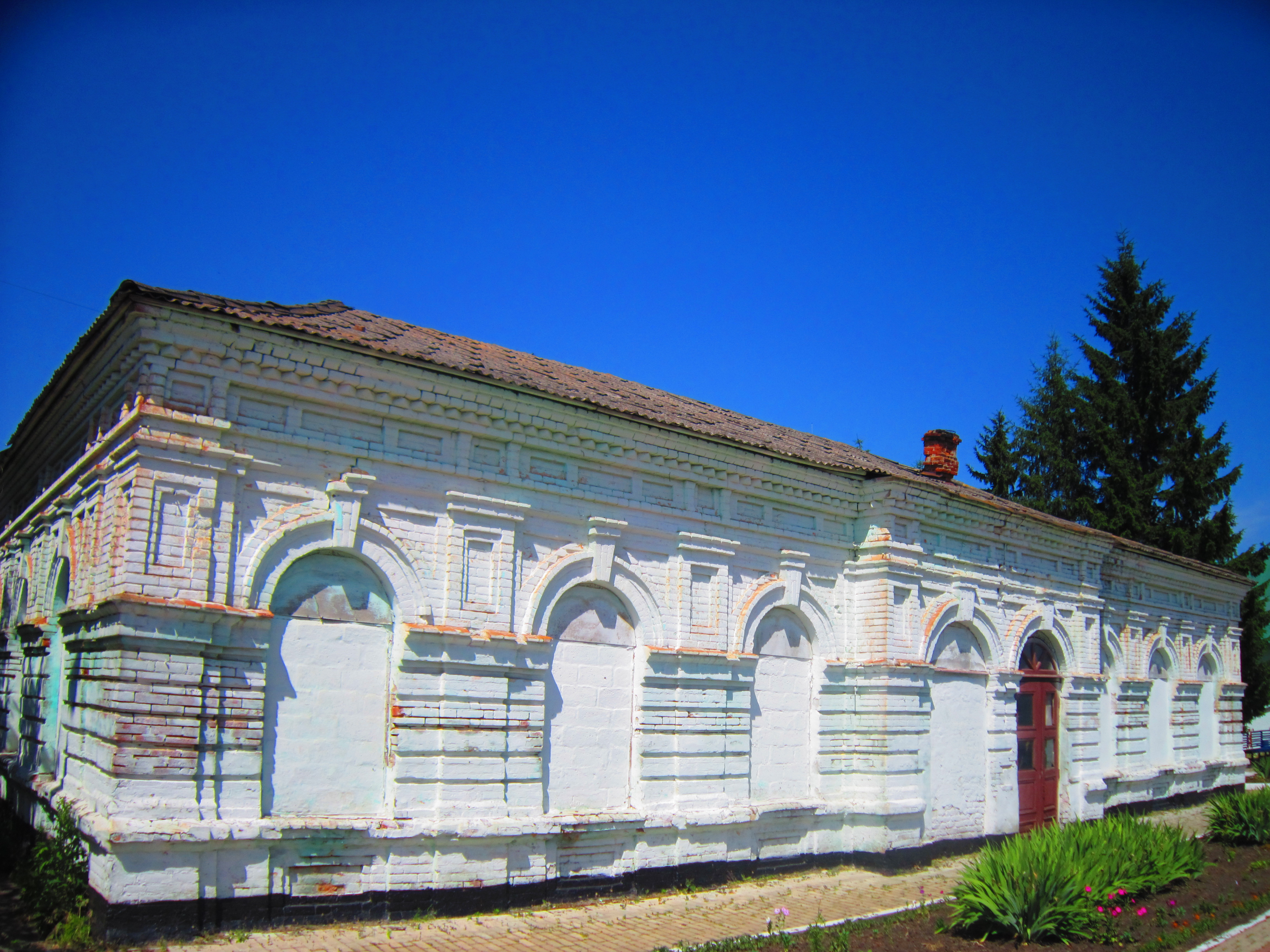
la gare de Bourlouk, classée[4],
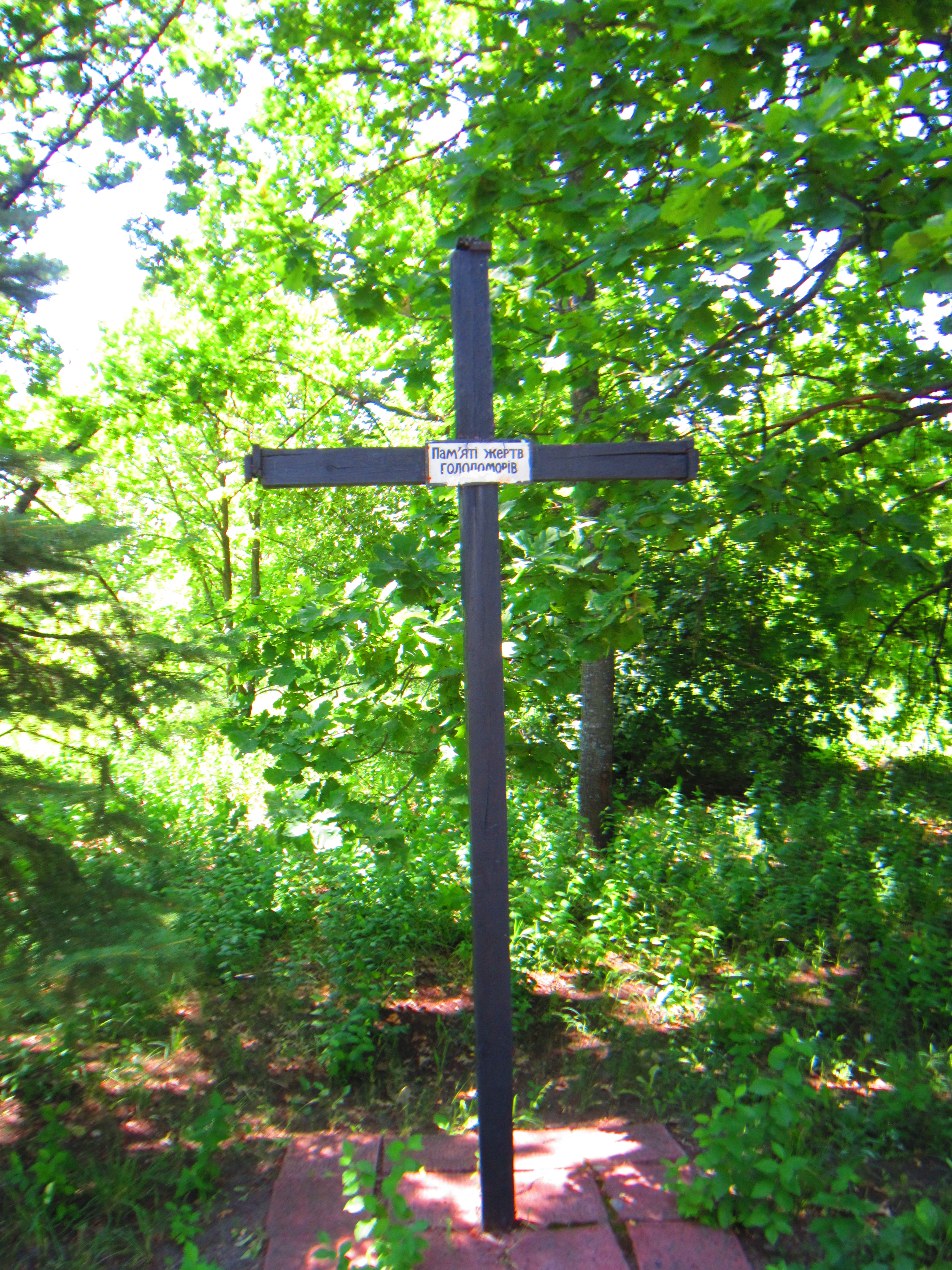
aux victimes de l'Holodomor,
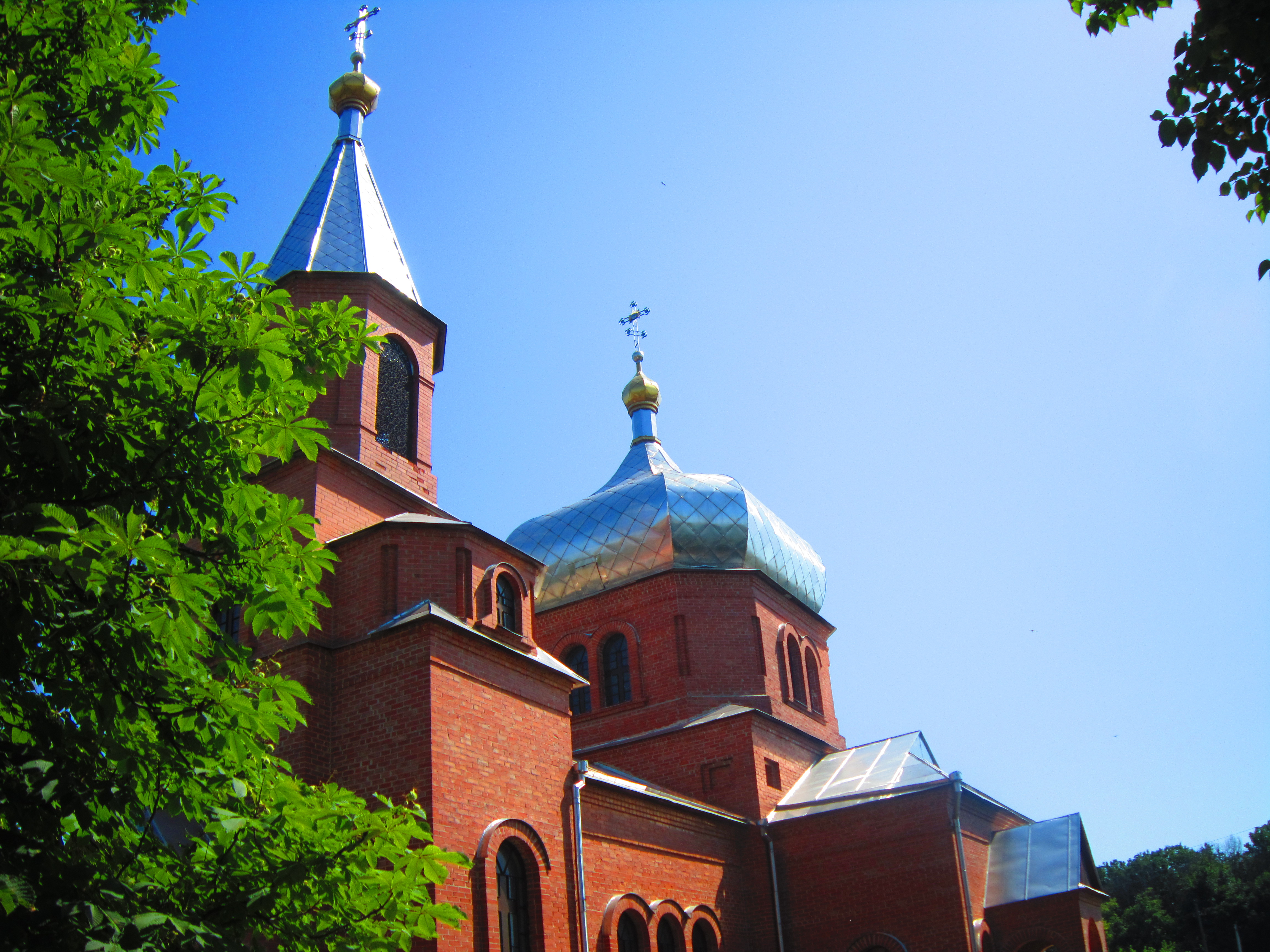
l'église de la Transfiguration,
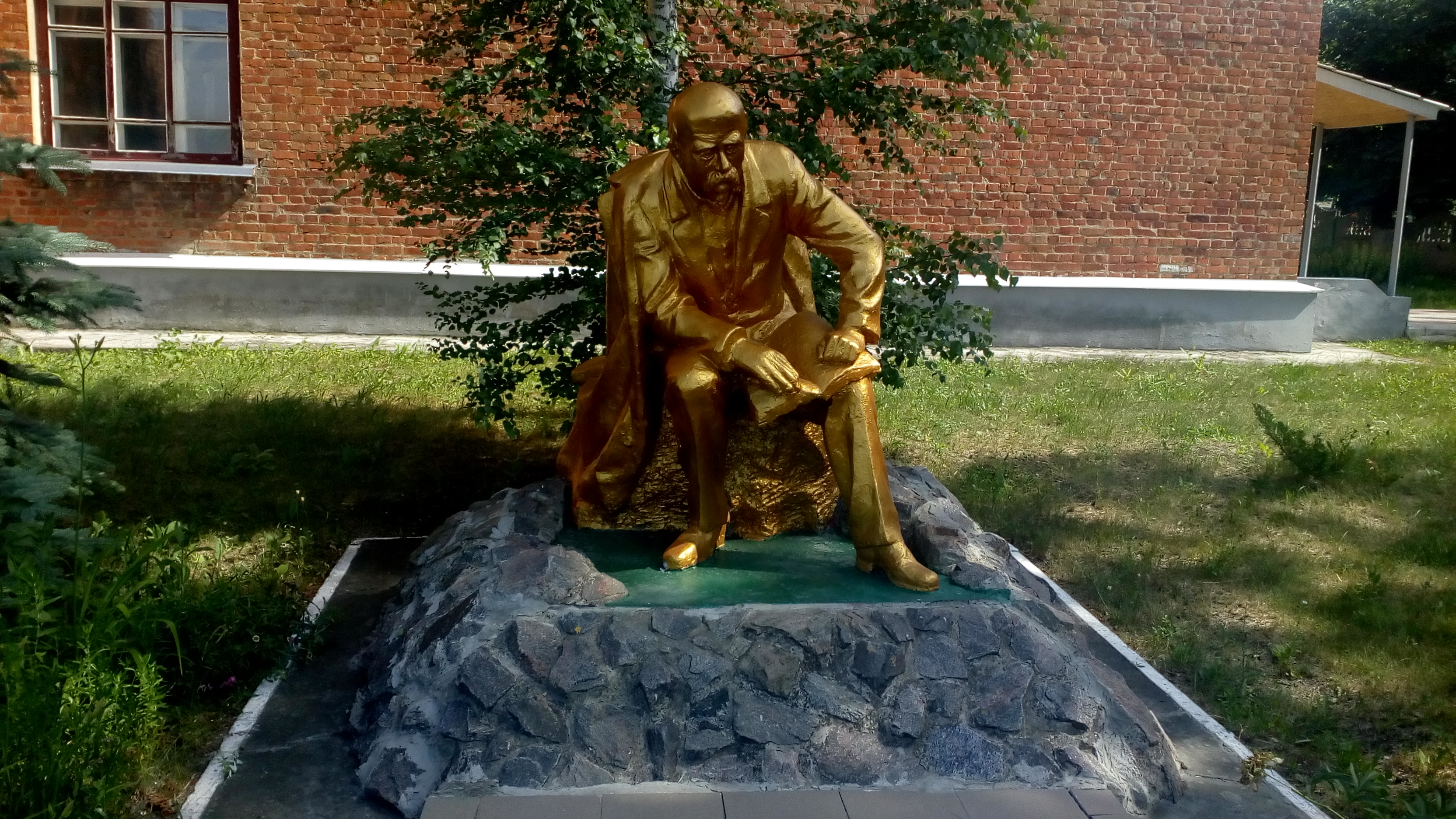
statue de Taras Chevtchenko.